# Periodo Kofun
Il periodo della storia del Giappone che va dal 250/300 d.C. fino alla metà del VI secolo è detto periodo Kofun 古墳時代（こふんじだい）o periodo dei Tumuli.
Il nome deriva dalle caratteristiche tombe a tumulo ("Kofun") che andarono diffondendosi sempre più. Le tombe potevano essere di diverse dimensioni e forme a seconda dello status sociale del defunto. All'interno, intorno al corpo del defunto venivano posti oggetti a lui cari, per lo più d'origine continentale e di tipo prezioso. I Kofun erano spesso corredati di sculture in terracotta (haniwa) che ritraevano elementi zoomorfi o soldati, a protezione dello spirito del defunto.
Le famiglie più importanti venivano chiamate Uji e possedevano tombe maestose. Il termine uji viene tradotto come "clan", ed il capostipite era lo uji no kami ovvero colui che discendeva direttamente dalla divinità protettrice e detentore dei tre simboli sacri: la spada, lo specchio in bronzo e il gioiello. Tutto ciò ribadiva e rinforzava il legame di continuità tra passato e presente.